# Рамаћа
Рамаћа је насељено место града Крагујевца у Шумадијском округу. Према попису из 2022. било је 255 становника. У селу се налази црква светог Николе, са краја XIV века. Насеље је основано 1720. године. Под њивама се налази 531,4 ha, воћњацима 153,56 ha, виноградима 5,26 ha, ливадама 161,86 ha, пашњацима 94,92 ha док остало земљиште заузима 14,03 ha.
- Рамаћски висови

## Црква светог Николе
Црква светог Николе у Рамаћи припада епархији шумадијској Српске православне цркве. Подигли су је крајем XIV века (између 1389. и 1395. године) непознати ктитори (свештеник са сином и братом), а кнегиња Милица га је 1395. године приложила светогорском манастиру Светог Пантелејмона.
Радови на откривању и заштити живописа у унутрашњости цркве су изведени у периоду од 1956. до 1958. године, а црква у Рамаћи се данас налази под заштитом републике Србије, као споменик културе од великог значаја.

## Демографија
У насељу Рамаћа живи 300 пунолетних становника, а просечна старост становништва износи 50,9 година (49,2 код мушкараца и 52,5 код жена). У насељу има 136 домаћинстава, а просечан број чланова по домаћинству је 2,50. (Према попису из 2011. године)
Ово насеље је великим делом насељено Србима (према попису из 2002. године), а у последња три пописа, примећен је пад у броју становника.
|             | \| Демографија[2] \| Демографија[2] \| Демографија[2] \| \| Година \| Становника \| Становника \| \| -------------- \| -------------- \| -------------- \| \| 1948. \| 1.212 \| \| \| 1953. \| 1.108 \| \| \| 1961. \| 930 \| \| \| 1971. \| 751 \| \| \| 1981. \| 612 \| \| \| 1991. \| 454 \| 444 \| \| 2002. \| 340 \| 342 \| \| 2011. \| 318 \| \| \| 2022. \| 255 \| \| |            |
| Демографија | |            |
| Година      | Становника | Становника |
| 1948.       | 1.212 |            |
| 1953.       | 1.108 |            |
| 1961.       | 930 |            |
| 1971.       | 751 |            |
| 1981.       | 612 |            |
| 1991.       | 454 | 444        |
| 2002.       | 340 | 342        |
| 2011.       | 318 |            |
| 2022.       | 255 |            |

| Етнички састав према попису из 2002.‍ | Етнички састав према попису из 2002.‍ | Етнички састав према попису из 2002.‍ | Етнички састав према попису из 2002.‍ | Етнички састав према попису из 2002.‍ |
| ------------------------------------ | ------------------------------------ | ------------------------------------ | ------------------------------------ | ------------------------------------ |
|                                      |                                      |                                      |                                      |                                      |
| Срби                                 | Срби                                 |                                      | 332                                  | 97,64%                               |
| непознато                            | непознато                            |                                      | 7                                    | 2,05%                                |

| Година пописа     | 1948. | 1953. | 1961. | 1971. | 1981. | 1991. | 2002. |
| ----------------- | ----- | ----- | ----- | ----- | ----- | ----- | ----- |
| Број домаћинстава | 251   | 243   | 235   | 214   | 193   | 167   | 136   |

| Број чланова      | 1  | 2  | 3  | 4  | 5  | 6 | 7 | 8 | 9 | 10 и више | Просек |
| ----------------- | -- | -- | -- | -- | -- | - | - | - | - | --------- | ------ |
| Број домаћинстава | 41 | 49 | 14 | 11 | 12 | 8 | 1 | 0 | 0 | 0         | 2,50   |

| Пол    | Укупно | Неожењен/Неудата | Ожењен/Удата | Удовац/Удовица | Разведен/Разведена | Непознато |
| ------ | ------ | ---------------- | ------------ | -------------- | ------------------ | --------- |
| Мушки  | 142    | 24               | 100          | 16             | 1                  | 1         |
| Женски | 163    | 19               | 98           | 42             | 1                  | 3         |
| УКУПНО | 305    | 43               | 198          | 58             | 2                  | 4         |

| Пол    | Укупно                    | Пољопривреда, лов и шумарство | Рибарство                            | Вађење руде и камена | Прерађивачка индустрија       |
| ------ | ------------------------- | ----------------------------- | ------------------------------------ | -------------------- | ----------------------------- |
| Мушки  | 75                        | 54                            | 0                                    | 0                    | 3                             |
| Женски | 51                        | 40                            | 0                                    | 0                    | 3                             |
| УКУПНО | 126                       | 94                            | 0                                    | 0                    | 6                             |
| Пол    | Производња и снабдевање   | Грађевинарство                | Трговина                             | Хотели и ресторани   | Саобраћај, складиштење и везе |
| Мушки  | 4                         | 2                             | 2                                    | 0                    | 0                             |
| Женски | 0                         | 0                             | 4                                    | 0                    | 0                             |
| УКУПНО | 4                         | 2                             | 6                                    | 0                    | 0                             |
| Пол    | Финансијско посредовање   | Некретнине                    | Државна управа и одбрана             | Образовање           | Здравствени и социјални рад   |
| Мушки  | 0                         | 0                             | 0                                    | 1                    | 0                             |
| Женски | 0                         | 0                             | 2                                    | 0                    | 0                             |
| УКУПНО | 0                         | 0                             | 2                                    | 1                    | 0                             |
| Пол    | Остале услужне активности | Приватна домаћинства          | Екстериторијалне организације и тела | Непознато            | Непознато                     |
| Мушки  | 4                         | 0                             | 0                                    | 5                    | 5                             |
| Женски | 0                         | 0                             | 0                                    | 2                    | 2                             |
| УКУПНО | 4                         | 0                             | 0                                    | 7                    | 7                             |